# فيض المعين على جمع الأربعين في فضل القرآن المبين (كتاب)
فيض المعين على جمع الأربعين في فضل القرآن المبين ألفه: علي بن سلطان الهروي القاري، المعروف بمُلَّا علي القاري، فقيه حنفي، ولد بهراة وسكن بمكة وتوفي بها سنة 1014هـ - 1606م، وصنف كتبا كثيرة.
موضوعات الكتاب: يتحدث الكتاب عن فضائل القرآن، وفضائل من يقرأ القرآن، وقد أشار إلى ذلك في كتابه.
ومن مميزات هذا الكتاب: أنه يخرج الأحاديث من مصادرها الأصيلة باللفظ الموافق للمصدر، ولا يتصرف فيه، ويحكم على الحديث عند الحاجة، ويشرح بعض المسائل على سبيل الاختصار.

## التعريف بـمؤلف الكتاب
اسمه: علي بن سلطان محمد الهروي، المعروف بـ(مُلاَّ علي القاري)، فقيه حنفي، كان عالما يؤلف الكتب الكثيرة، ولد في هراة وسكن بمكة.
ومن أبرز شيوخه: ابن حجر الهيتمي.
مكانته العلمية وإنجازاته: وكان ذا خط جميل، يكتب المصحف مع التفسير والقراءات، ويبيعه وينتفع بثمنه سنة كاملة، له كتب كثيرة جدا.
وفاته: توفي بمكة، سنة 1014هـ - 1606م.

## اسم الكتاب
فيض المعين على جمع الأربعين في فضل القرآن المبين.

## أهمية الكتاب
تظهر أهمية الكتاب من خلال الآتي: -
1. مكانة المؤلف العلمية، فهو عالم في مختلف العلوم.
2. كثير التأليف للكتب، في مختلف العلوم الإسلامية، مما يجعله عالما متميزا.
3. كثرة مصادره في الكتاب، وحكمه على الأحاديث.[4][6]

## موضوعات الكتاب
يتحدث الكتاب عن فضائل القرآن، وفضائل من يقرأ القرآن، وقد أشار إلى ذلك في كتابه فقال: أما بعد: فيقول خادم كتاب الله القديم، وحديث نبيه الكريم، المحتاج إلى بر ربه الباري علي بن سلطان محمد القاري: هذه أربعون حديثا في فضائل القرآن، ومن تلاه على وجه الإحسان بقدر الإمكان.

## مميزات كتابه
للكتاب عدة مميزات، منها: -
1. أنه يخرج الأحاديث من مصادرها الأصيلة باللفظ الموافق للمصدر، ولا يتصرف فيه، مثاله: وعن عبد الله بن مسعود رضي الله تعالى عنه قال: قال رسول الله صلى الله عليه وسلم: (من قرأ حرفاً من كتاب الله، فله به حسنة، والحسنة بعشر أمثالها، لا أقول(آلم) حرف، ولكن: ألف حرف، ولام حرف، وميم حرف). رواه الترمذي، قال: حديث حسن صحيح.[3]
2. يحكم على الأحاديث عند الحاجة، ومن ذلك: وعن ابن عمر رضي الله تعالى عنهما قال: قال رسول الله صلى الله عليه وسلم: (ثلاثة لا يهولهم الفزع الأكبر، ولا ينالهم الحساب، هم على كثيب من مسك حتى يفرغ من حساب الخلائق: رجل قرأ القرآن ابتغاء وجه الله تعالى، وأم به قوماً، وهم راضون، وداع يدعو إلى الصلاة ابتغاء وجه الله عز وجل. وعبد أحسن بينه، وبين ربه، وفيما بينه وبين مواليه) رواه الطبراني في الأوسط، والصغير بإسناد لا بأس به.[7]
3. يشرح بعض مسائل الأحاديث عند الحاجة على سبيل الاختصار، ومن ذلك: عن أبي هريرة رضي الله تعالى عنه قال: قال رسول الله صلى الله عليه وسلم: (ليس منا من لم يتغن بالقرآن) قال جمهور العلماء: أي لم يحسن صوته. وقال بعضهم: لم يستغن به عن غيره.[8]